# Graun im Vinschgau
Graun im Vinschgau (italienisch Curon Venosta) ist eine italienische Gemeinde mit 2379 Einwohnern (Stand 31. Dezember 2023) in Südtirol am Länderdreieck Italien – Österreich – Schweiz. Bekannt ist die Gemeinde insbesondere für den Reschensee und den aus diesem aufragenden Glockenturm, der an die alte, im See versunkene Ortschaft Graun erinnert.

## Geographie

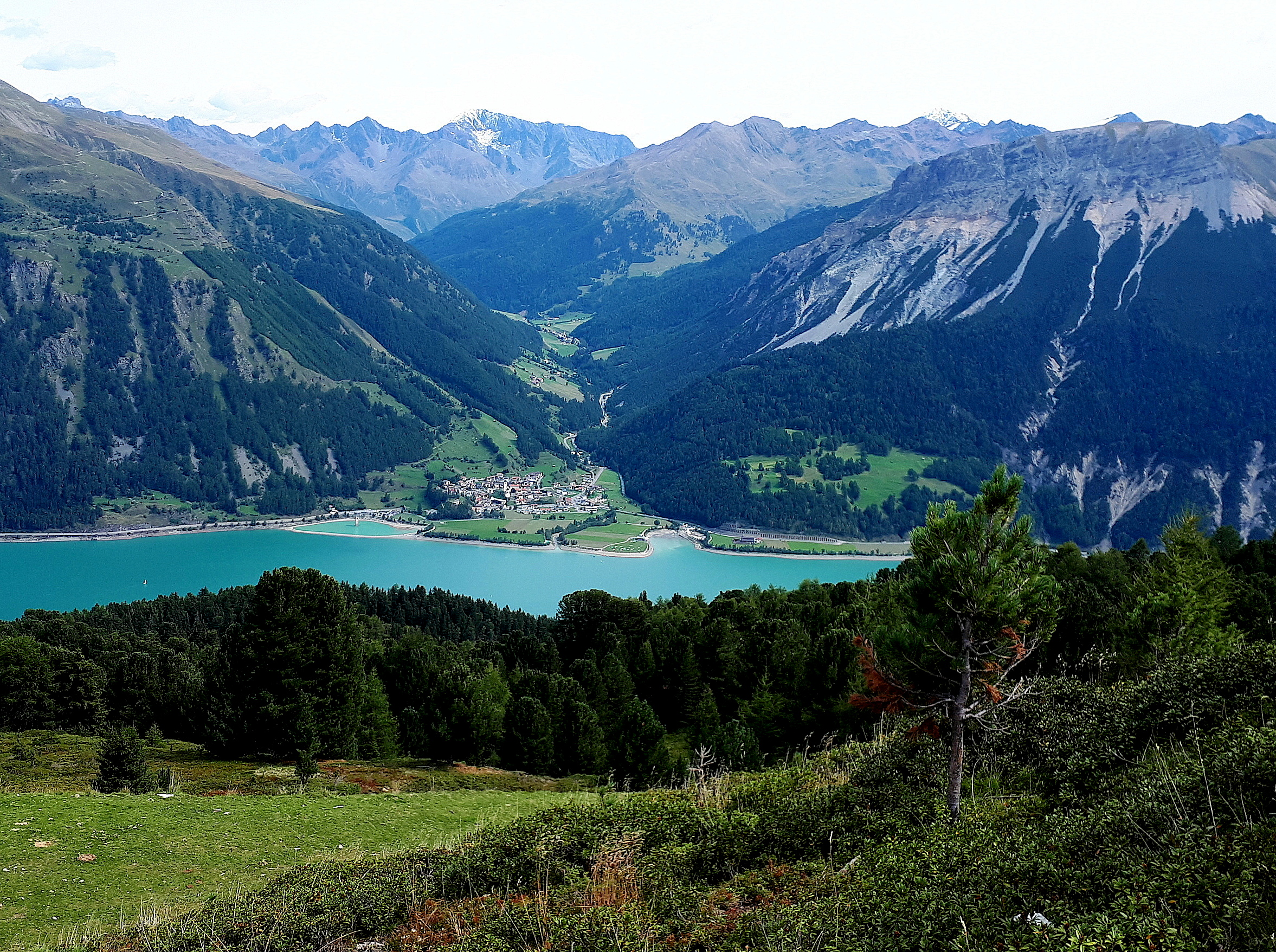
Graun am Reschensee mit Blick ins Langtauferer Tal

Graun im Vinschgau ist mit 210,06 km² die flächenmäßig viertgrößte Gemeinde Südtirols. Sie befindet sich im Vinschger Oberland im äußersten Nordwesten der Provinz an der Staatsgrenze zu Österreich und zur Schweiz bzw. zum Bundesland Tirol und zum Kanton Graubünden. Die drei größten Dörfer der Gemeinde – St. Valentin auf der Haide (1472 m), der namensgebende Verwaltungssitz Graun (1520 m) und Reschen am See (1525 m) – liegen im obersten Abschnitt des Etschtals südlich vom Reschenpass (1507 m). Am Reschenpass, einem Übergang des Alpenhauptkamms, entspringt die Etsch, die in südliche Richtung fließend zunächst den Reschensee (1498 m) und anschließend den Haidersee (1450 m) durchquert. Da sich die italienisch-österreichische Grenze am Reschenpass nicht exakt an der Wasserscheide orientiert, umfasst die Gemeinde auch Gebiete der nördlichen Passrampe, die vom Valmiurbach Richtung Inn entwässert wird.
Der Ostteil der Gemeinde greift weit in die Ötztaler Alpen hinein, die hier in Weißkamm, Nauderer Berge, Glockturmkamm und Planeiler Berge unterteilt werden. Gegliedert wird das Gebiet durch das Langtauferer Tal, das vom Karlinbach durchflossen wird und der Fraktion Langtaufers (1500–1915 m) Platz bietet. Zu den bedeutendsten das Langtauferer Tal umschließenden Gipfeln zählen die Weißkugel (3738 m), die Langtauferer Spitze (3528 m), die Weißseespitze (3498 m), die Hintere Hintereisspitze (3485 m), der Äußere Bärenbartkogel (3473 m) und die Klopaierspitze (2918 m).
Der Westteil der Gemeinde umfasst Berggebiete, die der Sesvennagruppe zugerechnet werden. Diese Gegend ist durch das Rojental erschlossen, in dem sich der Weiler Rojen (1970 m) befindet. Zu den höchsten Grauner Gipfeln in der Sesvennagruppe gehören der Piz Lad (2808 m) und die Elferspitze (2926 m).

## Geschichte
Um 1140 gründete Ulderich Primele aus Burgeis eine Pilgerherberge auf der Haide (heute St. Valentin). 1165–1166 ist der Ortsname erstmals in einer lateinischen Urkunde der Grafen von Tirol als Curunes genannt. Es liegt rätoromanisch curuna ‚runder Felskopf‘ zugrunde.
Die Gemeinde geht in ihrer heutigen, weiträumigen Ausdehnung auf das Jahr 1928 zurück, als die bis dato eigenständigen Gemeinden Graun, Reschen, St. Valentin auf der Haide und Langtaufers fusioniert wurden.

## Sehenswürdigkeiten

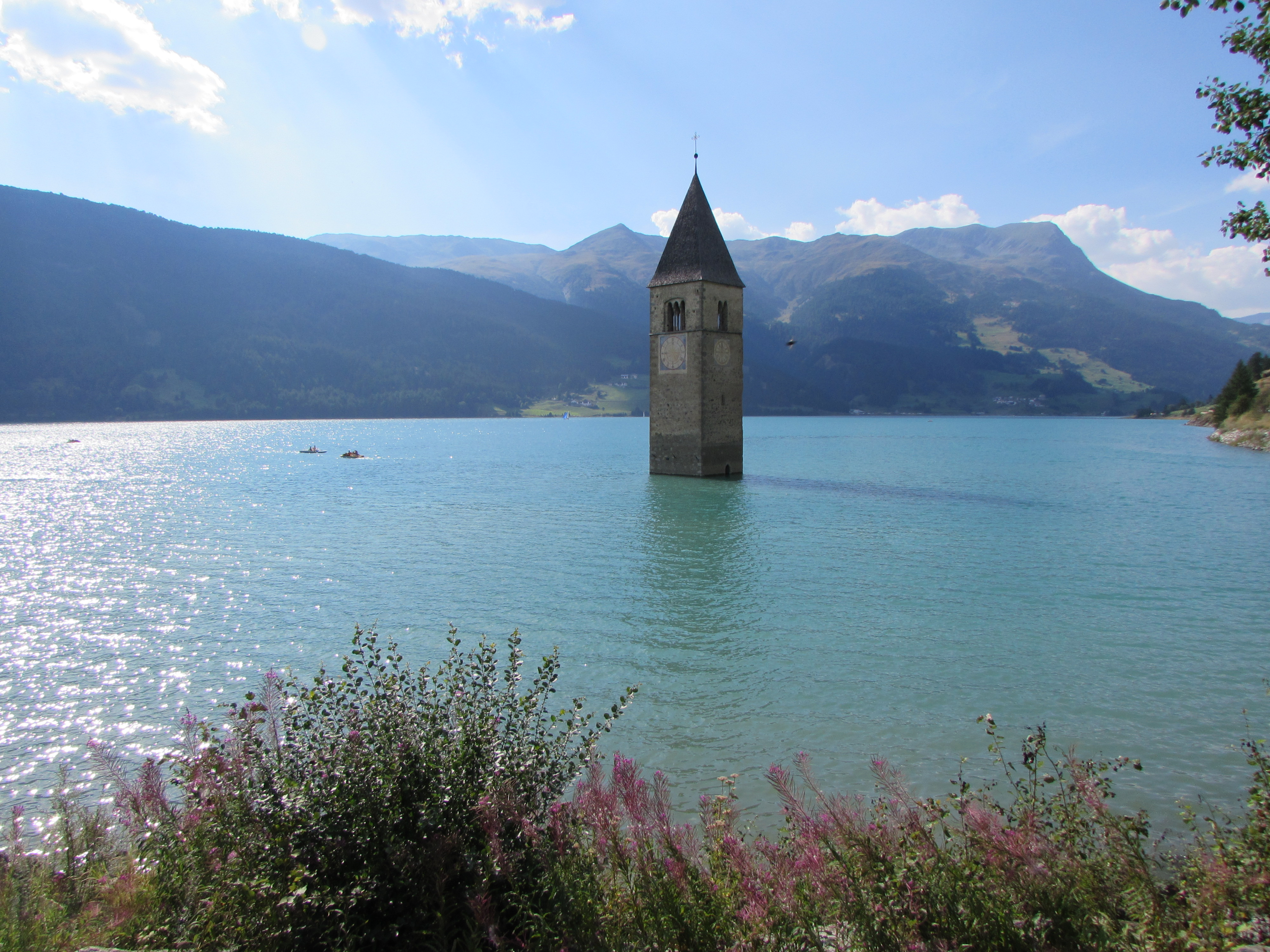
Reschensee mit Kirchturm von Alt-Graun

- Der Reschensee ist der größte See Südtirols. Bekannt ist er vor allem für den aus dem See ragenden Turm der alten Pfarrkirche St. Katharina. Dieser ist ein Überrest der alten Ortschaft Graun, die im Stausee unterging.
- Auf der Hochebene Plamort über dem Reschenpass finden sich Überreste des faschistischen Vallo Alpino mit Bunkern und einer Panzersperre.

## Politik
Bürgermeister seit 1952:
- Paul Spechtenhauser: 1952–1956
- Johann Stecher: 1956–1960
- Karl Stecher: 1960–1969
- Paul Spechtenhauser: 1969–1973
- Karl Stecher: 1973–1990
- Albrecht Plangger: 1990–2010
- Heinrich Noggler: 2010–2020
- Franz Alfred Prieth: seit 2020

## Bevölkerung
Graun im Vinschgau ist gemäß den erhobenen Sprachgruppenzugehörigkeitserklärungen bzw. Sprachgruppenzuordnungserklärungen eine weitgehend deutschsprachige Gemeinde. Als Berechnungsgrundlage der folgenden Prozentwerte wurden die gültigen Erklärungen von Personen mit italienischer Staatsbürgerschaft herangezogen.
| Sprache     | 1981    | 1991    | 2001    | 2011    | 2024    |
| ----------- | ------- | ------- | ------- | ------- | ------- |
| Deutsch     | 95,46 % | 95,98 % | 97,67 % | 97,34 % | 97,35 % |
| Italienisch | 4,50 %  | 3,97 %  | 2,33 %  | 2,66 %  | 2,60 %  |
| Ladinisch   | 0,04 %  | 0,04 %  | 0,00 %  | 0,00 %  | 0,04 %  |

## Bildung
Graun im Vinschgau ist Sitz eines deutschsprachigen Schulsprengels. Dieser umfasst auf dem Gemeindegebiet vier Grundschulen (in Graun, Langtaufers, Reschen und St. Valentin) und eine in St. Valentin angesiedelte Mittelschule. Dem Sprengel angeschlossen ist auch eine „Erlebnisschule“ in Langtaufers.

## Verkehr
Für den Kraftverkehr ist Graun im Vinschgau in erster Linie durch die SS 40 erschlossen, die das Gemeindegebiet in Nord-Süd-Richtung durchzieht und sich in Österreich als B 180 fortsetzt.
Für den Radverkehr besteht die Radroute 2 „Vinschgau–Bozen“, die Reschen und St. Valentin durchquert sowie den Reschen- und den Haidersee jeweils am Westufer passiert.

## Persönlichkeiten aus Graun
- Josef Duile (1776–1863), Techniker
- Joseph Hutter (1800–1878), Gutsbesitzer und Abgeordneter zum Österreichischen Abgeordnetenhaus
- Joseph Haid (1801–1858), Bildhauer
- Heinrich Natter (1844–1892), Bildhauer
- Elsa Patscheider (1928–1995), Schriftstellerin
- Maria Ancilla Hohenegger (* 1954), elfte Äbtissin von Kloster Säben
- Sepp Mall (* 1955), Autor
- Reinhard Patscheider (1957–1998), Bergsteiger
- Albrecht Plangger (* 1960), Politiker

## Sport
In der Gemeinde befindet sich das Skigebiet Schöneben, das auch das bis 2017 unabhängige Skigebiet Haideralm umfasst. Das kleine Skigebiet Maseben in Langtaufers verfügt seit 2015 nur mehr über einen Schlepplift nahe der Maseben-Berghütte, der zentrale Sessellift wurde 2014 stillgelegt.

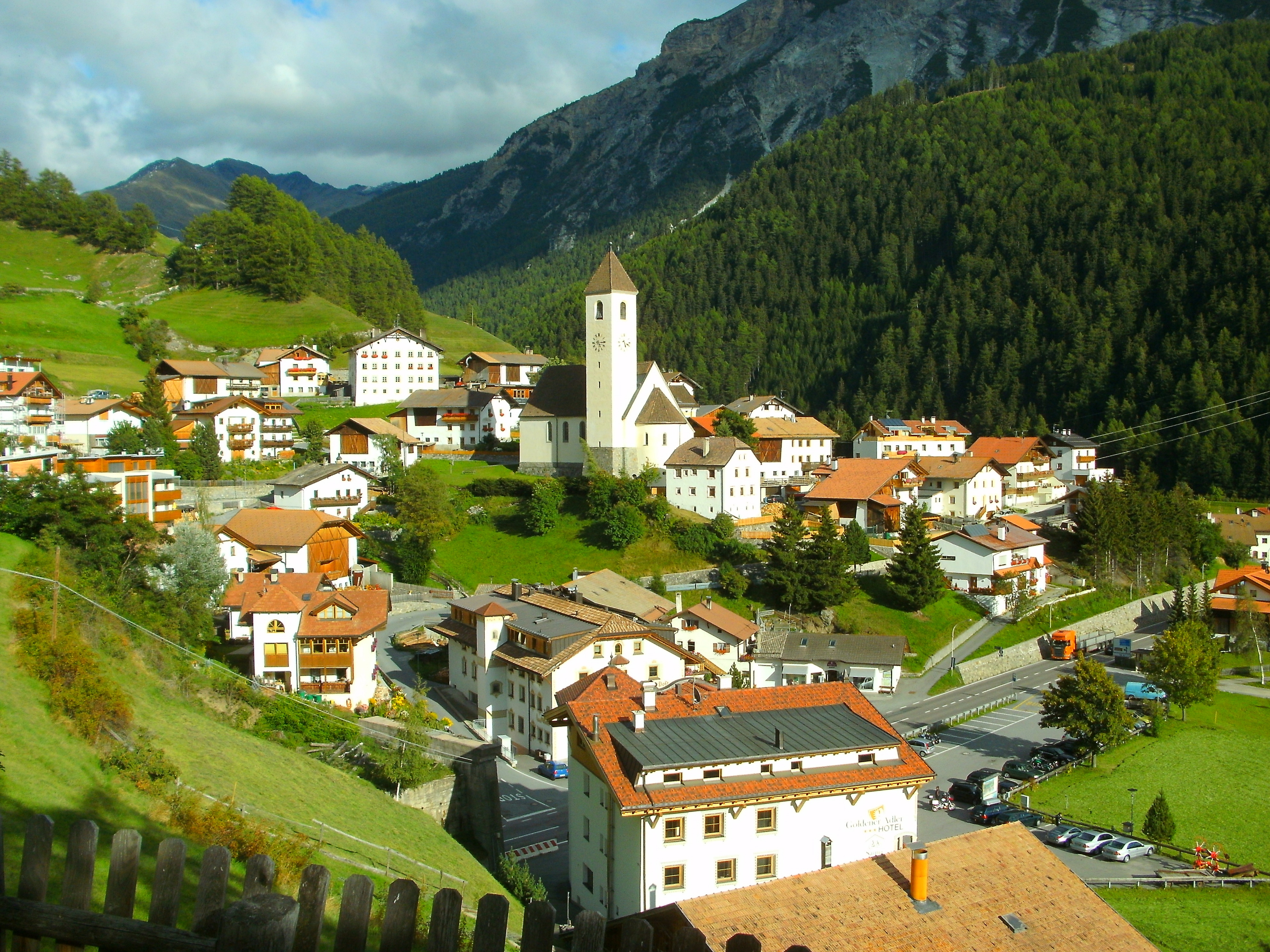
Der heutige Ort Graun mit neuer Pfarrkirche
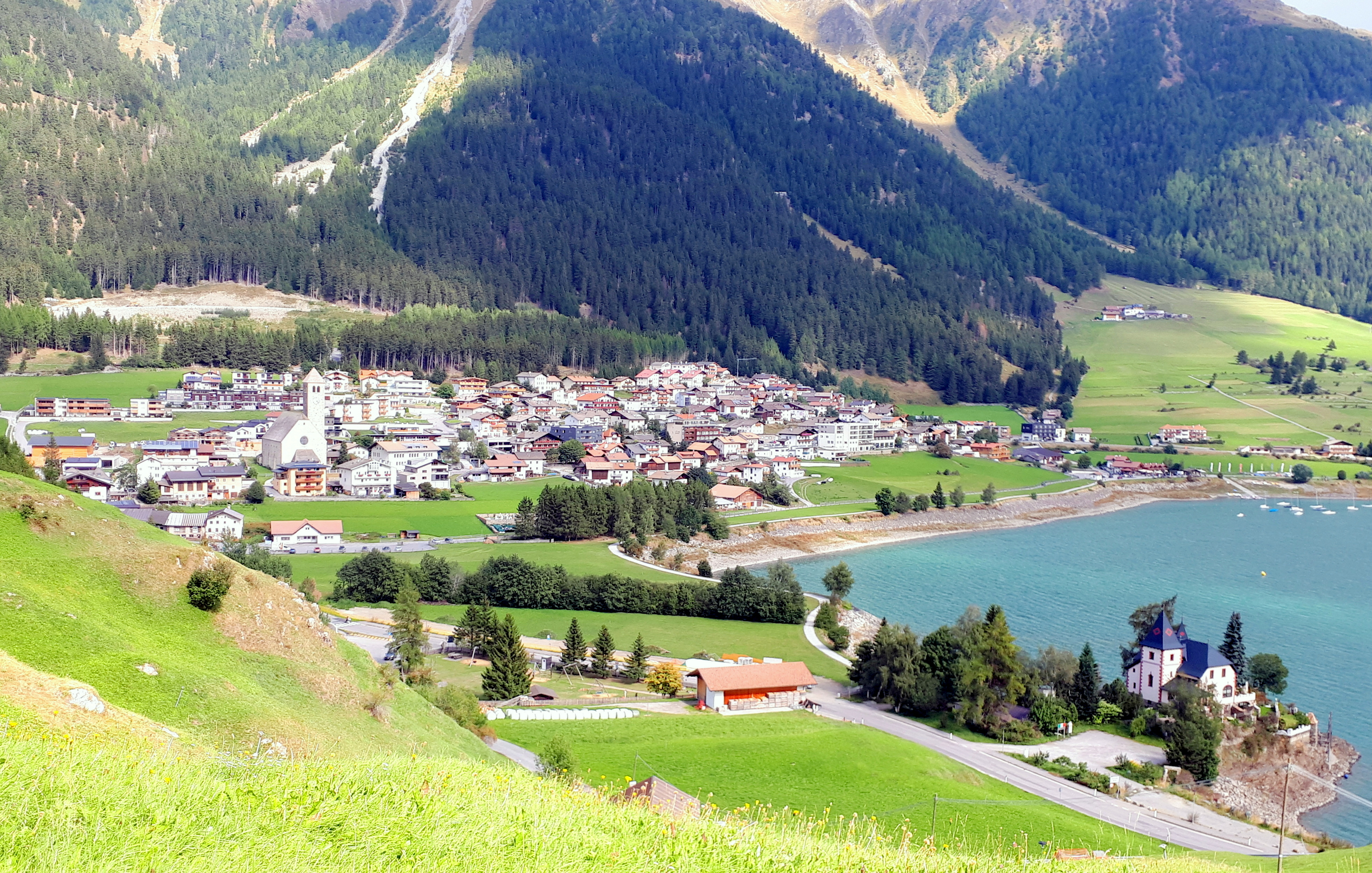
Das Dorf Reschen
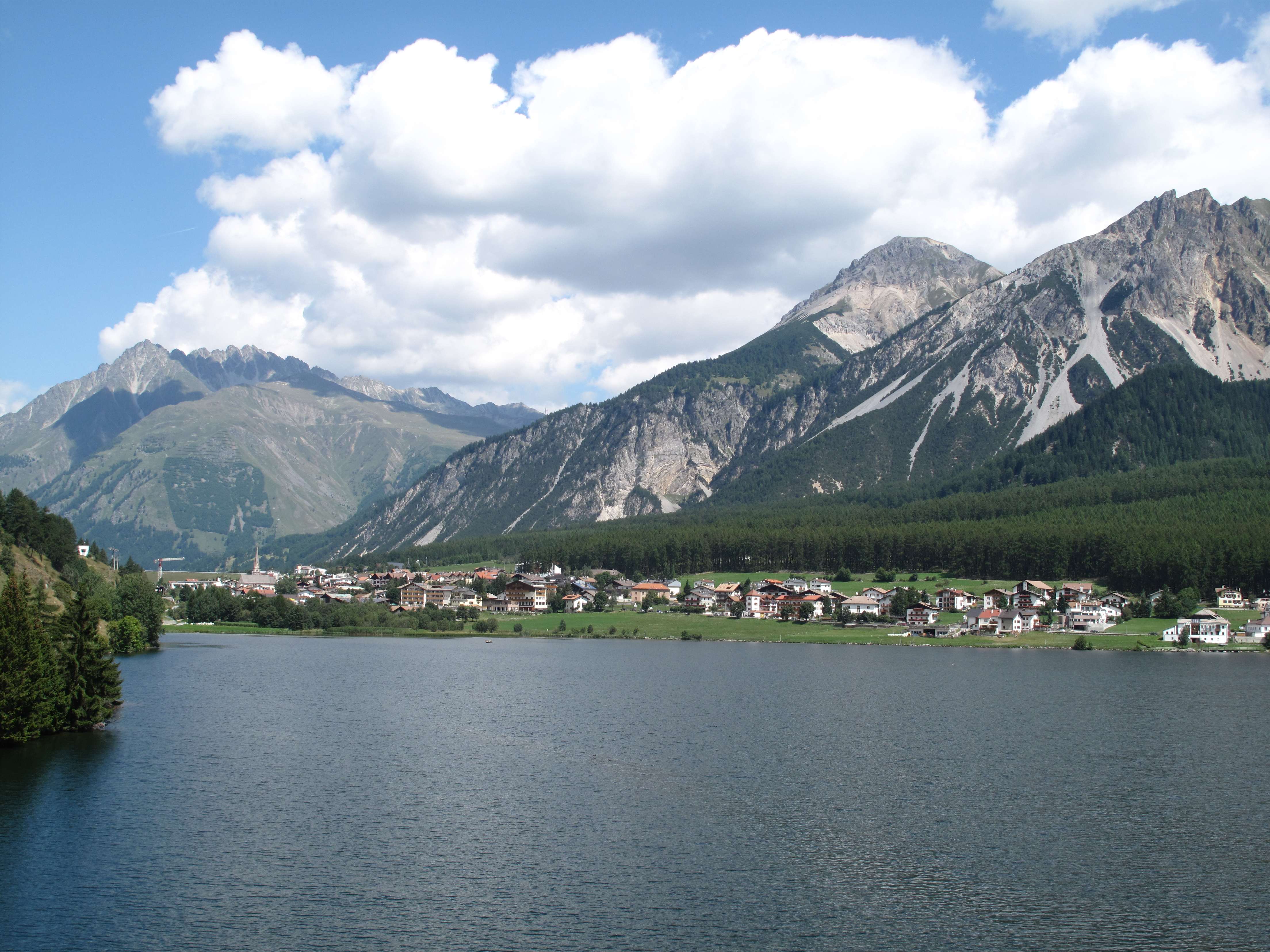
Blick über den Haidersee nach St. Valentin
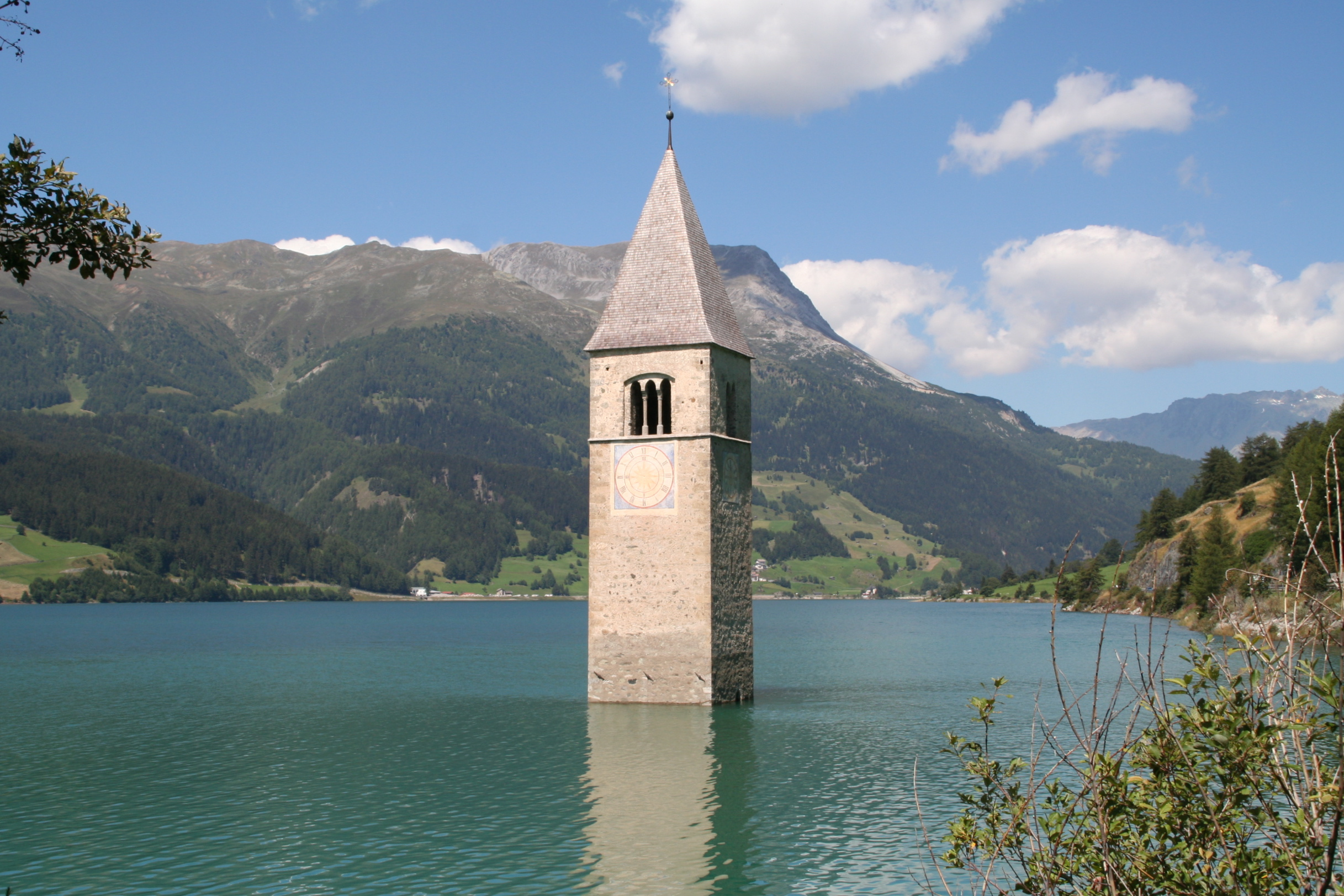
Kirchturm von Alt-Graun im Reschensee